# EP (minialbum Rasmentalismu)
EP – minialbum polskiego zespołu hip-hopowego Rasmentalism. Wydawnictwo ukazało się 6 czerwca 2011 roku nakładem wytwórni muzycznej JuNouMi Records. Nagrania ukazały się na płycie winylowej w limitowanym do pięciuset egzemplarzy nakładzie.

## Lista utworów
Opracowano na podstawie materiału źródłowego.
1. „Delorean” (produkcja: Ment, scratche: DJ DBT)
2. „Delorean Sequel” (keyboard: Eugene Scott, produkcja: Ment)
3. „Delorean” (produkcja: Ment) (utwór instrumentalny)
4. „Delorean Sequel” (produkcja: Ment) (utwór instrumentalny)
5. „Kilkaset kul od domu” (chórki: Joanna Solarska, gitara basowa, keyboard, śpiew: Eugene Scott, produkcja, keyboard: Ment)
6. „To się nie nudzi” (gościnnie: Te-Tris, produkcja: Ment, scratche: DJ DBT)
7. „Kilkaset kul od domu” (produkcja: Ment) (utwór instrumentalny)
8. „To się nie nudzi” (produkcja: Ment) (utwór instrumentalny)